# Osheaga Festival
The Osheaga Music and Arts Festival is een meerdaags indiemuziekfestival in Montreal, Quebec, dat elke zomer wordt gehouden in Parc Jean-Drapeau op Île Sainte-Hélène. Het festival vindt plaats op zes podia met verschillende publiekscapaciteiten. Vertaald uit hun Franse equivalenten, worden ze "Rivierpodium", "Bergpodium", "Groen Podium", "Bomenpodium", "Valleipodium" en "Zone Piknic Electronik" genoemd. Elk prestatiegebied is gekoppeld aan een sponsor. Beginnende of opkomende artiesten spelen sets van 30 minuten en de hoofdacts sluiten elke dag af met sets van 90 minuten plus.  Het festival trok ongeveer 25.000 mensen bij zijn eerste editie. Het festival 2012 bereikte elke dag zijn 40.000 bezoekerscapaciteit. 

## Optredens
Een overzicht van de belangrijkste acts van de afgelopen 13 edities. 

### 2006
Sonic Youth, Ben Harper

### 2007
The Smashing Pumpkins, Arctic Monkeys, Bloc Party, Gotan Project

### 2008
Metric, N.E.R.D., The Killers, The Black Keys, Jack Johnson, Duffy

### 2009
Eagles of Death Metal, Coldplay, Vampire Weekend, Yeah Yeah Yeahs The Strokes

### 2010
The Black Keys, Seu Jorge, Weezer, Arcade Fire

### 2011
Beirut, Death from Above, The Flaming Lips, Eminem, Charles Bradley, Ellie Goulding

### 2012
Franz Ferdinand, Florence + The Machine, Justice, Aloe Blacc, Snoop Dogg, The Black Keys, MGMT

### 2013
Capital Cities, Ben Howard, Two Door Cinema Club, Vampire Weekend, The Cure, Imagine Dragons, Mumford & Sons, Kendrick Lamar

### 2014
Haim, J Cole, Jack White, Skrillex, Outkast, Arctic Monkeys, Portugal. The Man, Kodaline, Childish Gambino, The Strokes

### 2015
X Ambassadors, Kendrick Lamar, James Bay, The War on Drugs, The Black Keys, Florence and the Machine

### 2016
Haim, Lana Del Rey, Passenger, Red Hot Chili Peppers, Beirut, Kaleo, Radiohead, The Arcs, Post Malone

### 2017

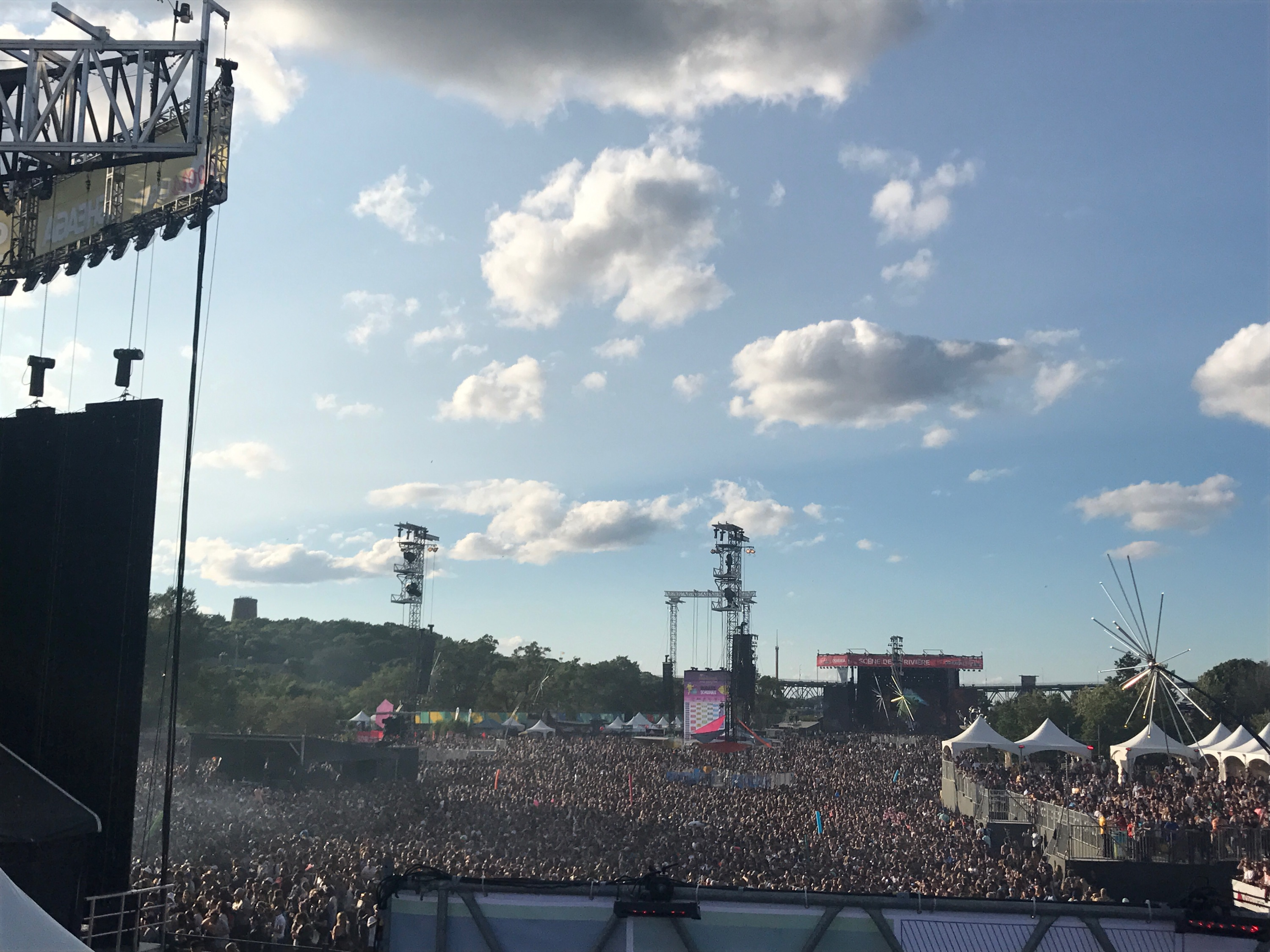
Osheaga tijdens het concert van Foster the People op 6 augustus 2017

Tove Lo, MGMT, Lorde, The Weeknd, Vance Joy, Major Lazer, London Grammar, Foster the People, Muse

### 2018
St. Vincent, Yeah Yeah Yeahs, Travis Scott, Khalid, Arctic Monkeys, Dua Lipa, Post Malone, Florence and the Machine

### 2019
The Lumineers, Flume, Interpol, J Balvin, Janelle Monae, The Chemical Brothers, Tame Impala, Rosalia, Childish Gambino